# 325
325 (CCCXXV) var ett normalår som började en fredag i den julianska kalendern.

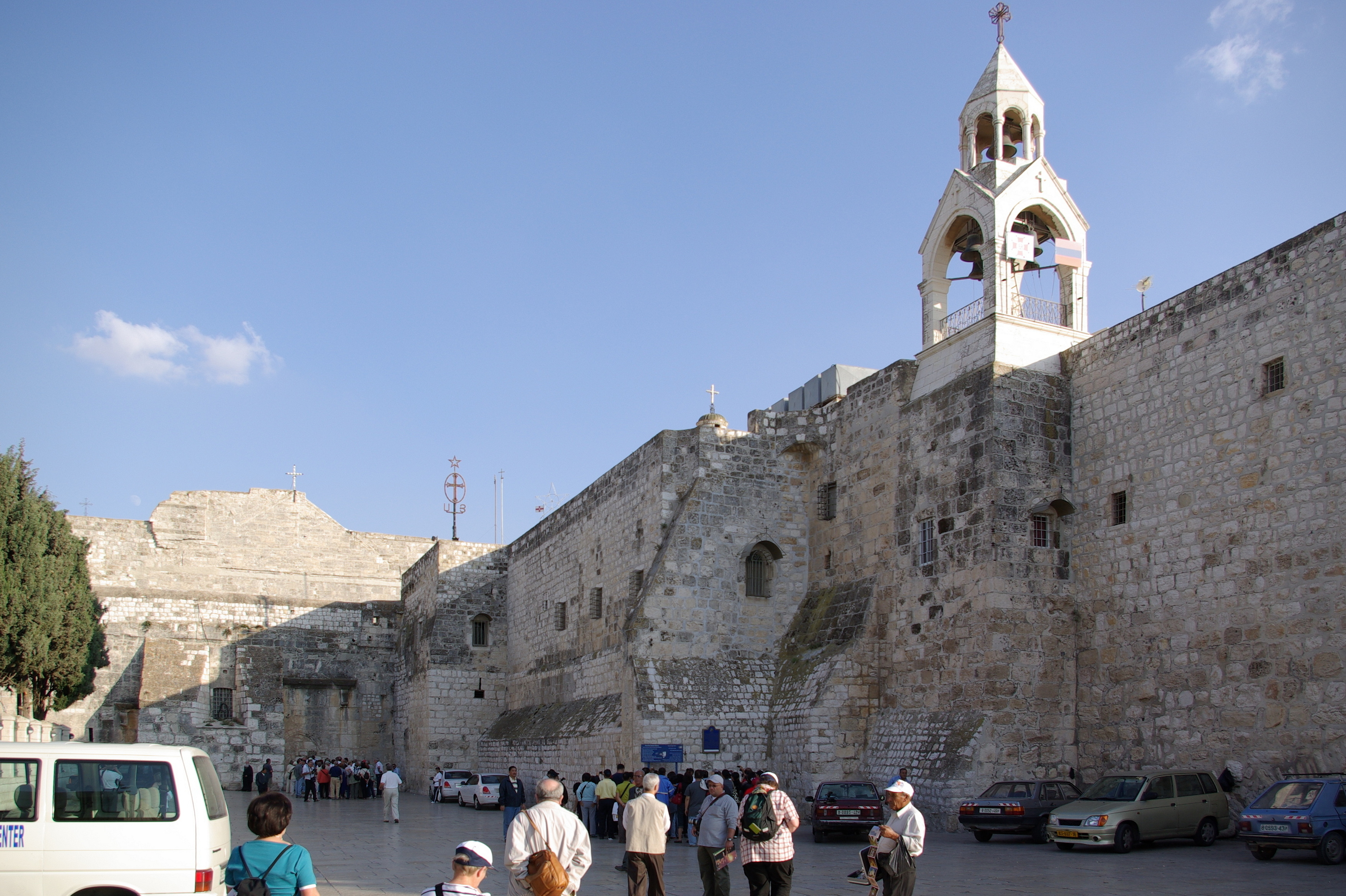
Födelsekyrkan i Betlehem.

## Händelser

### Maj
- 20 maj – Första konciliet i Nicaea, den romersk-katolska kyrkans första "ekumeniska koncilium", inleds och varar till den 25 juli. Den Nicaenska trosbekännelsen antas i sin ursprungliga form (en revison sker 381), och den kristna påsken fastställs vid detta möte till att infalla "första söndagen efter första fullmånen på eller efter vårdagjämningen" för att undvika kollision med den judiska påsken.

### Okänt datum
- Gladiatorspel kriminaliseras i Romarriket.
- Konstantin den store säkrar gränsförsvaret vid Donau genom att besegra goterna, vandalerna och sarmaterna.
- Födelsekyrkan byggs i Betlehem.
- Jin Chengdi efterträder Jin Mingdi som kejsare av Kina.

## Födda
- Procopius, försökt usurpator av den romerska tronen (född omkring detta år)
- Ammianus Marcellinus, romersk historiker (född omkring detta år)

## Avlidna
- Licinius, romersk kejsare (avrättad)
- Sextus Martinianus, romersk kejsare (avrättad)
- Metrophanes, biskop av Byzantion
- Jin Mingdi, kejsare av Kina